# 下河原通
下河原通（しもがわらどおり）は、兵庫県神戸市灘区の町名。
令和2年国勢調査（2020年10月1日）における世帯数631、人口1,101、うち男性521人、女性580人。郵便番号は、657-0045。

## 地理
北はJR東海道本線を挟み上河原通でその東で僅かに稗原町に接し、東は琵琶町、南は鹿ノ下通、西は都賀川を挟み灘南通。東から順に一～五丁目が並ぶ。

### 地価
住宅地の地価は、2014年（平成26年）1月1日の公示地価によれば、下河原通3-3-2の地点で20万3000円/m2となっている。

## 歴史
旧・河原字（河原村）上波婦（かみはぶ）・下波婦・目端・溝端などの南部から成立した。

### 地名の由来
『神戸の町名』によれば河原村の名は都賀川の河原沿いに拓いた所であることに拠る。河原村は中世には都賀荘に属し、天文年間には妙観院の所領。
江戸時代には西国街道筋の町並みとして賑わったといい、大田南畝の『革令紀行』には「石屋川をかちわたりて田面をゆくに人家あり。河原町といふ」とある。